# Grof Edvard I. od Bara
Edvard I. (1296. – 11. studenog 1336.) bio je grof Bara, unuk kralja Edvarda I. Dugonogog, vladara Engleske, i njegove žene Eleonore Kastiljske. Njegovi su roditelji bili kraljevna Eleonora i grof Henrik III. od Bara.
Kad je Edvard postao grof, bio je maloljetan i za njegovu grofoviju se brinuo njegov stic Renaud od Bara, biskup Metza.
1308. godine Edvard je otišao u bitku s Fridrikom IV. Lotarinškim, a 1310. je oženio Mariju, kćer Roberta II. Burgundskog te se proglasio punoljetnim.
Marija i Edvard su bili roditelji Henrika IV. od Bara, Eleonore (žena Rudolfa Lotarinškog) i Beatris (žena Guida Gonzage) te baka i djed Edvarda II. od Bara.